# Gathering of Developers
Gathering of Developers (també anomenat God Games i Gathering) va ser una empresa publicadora de videojocs de Texas, creada el gener de 1998 amb la missió de fer de pont entre publicadors i desenvolupadors independents de videojocs. La companyia després va esdevenir com una subsidiària de Take-Two Interactive. Els primers videojocs Gathering es poden incloure Railroad Tycoon II, Nocturne, Darkstone, Age of Wonders i Fly!. Després la companyia es va ampliar al mercat de les consoles.
Take-Two va continuar deixant a Gathering com una empresa autònoma (com altres empreses de Rockstar Games), publicant la majoria de videojocs de Take-Two d'ordinador.

## Desenvolupadors en la fundació de l'empresa
- Ritual Entertainment
- Epic Games
- 3D Realms
- PopTop Software
- Terminal Reality
- Edge of Reality

## Alguns del videojocs publicats
- Saga Age of Wonders
- Saga Fly!
- Heavy Metal: F.A.K.K.²
- Hidden & Dangerous
- Hidden & Dangerous 2
- Jazz Jackrabbit
- KISS: Psycho Circus: The Nightmare Child
- Mafia: The City of Lost Heaven
- Max Payne
- Nocturne
- Oni
- Railroad Tycoon II i III
- Rune
- Serious Sam
- Space Colony
- Stronghold
- Stronghold: Crusader
- Trilogia The Blair Witch Project
- The Guy Game
- Tropico
- Tropico 2: Pirate Cove
- Vietcong